# Aeroporto Internacional de Maceió - Zumbi dos Palmares
O Aeroporto Internacional de Maceió - Zumbi dos Palmares (IATA: MCZ, ICAO: SBMO) é um aeroporto internacional no município de Rio Largo, em Alagoas, a 22 km do centro de Maceió. É o quinto aeroporto mais movimentado da Região Nordeste e também quinto aeroporto da região no que se refere ao tamanho do terminal de passageiros, atrás dos aeroportos de Salvador, Natal, Recife e Fortaleza. Sua pista de 2.200m foi reformada, com a nova pista de 2.602m tendo sido inaugurada em 16 de setembro de 2005, assim como um novo terminal de passageiros. Este terminal (22.000 m²) segue a tendência contemporânea de assemelhar os terminais aeroportuários a shopping centers. Possui quatro pontes de embarque com acesso direto às aeronaves (fingers), sendo duas com capacidade para acoplagem de grandes aeronaves (inclusive as de categoria NLA - New Large Aircraft) e o novo sistema de pátio das aeronaves pode receber, simultaneamente, até 19 aviões de grande porte.
O aeroporto conta com 24 balcões de check-in, 7 escadas rolantes, quase 600 vagas de estacionamento e 67 áreas para atividades comerciais.
É o primeiro Aeroporto do Brasil projetado com a tecnologia de eficiência energética de Cogeração. Em sua Central de Água Gelada existem 2 grupos geradores movidos a gás natural, que fornecem energia elétrica para todo o aeroporto. Através do processo da co-geração, a água quente, utilizada para o arrefecimento dos geradores, assim como seus gases exaustos, são re-aproveitados, gerando água gelada por meio de um Chiller de Absorção.

## História
A Lagoa do Norte, em Maceió, foi o primeiro aeroporto marítimo da cidade. Ali pousaram os hidroaviões da Pan American Airways, da Panair do Brasil S.A. e do Sindicato Condor Ltda. Este era um dos melhores planos d’água do litoral de Alagoas, por sua extensão, condições naturais e meteorológicas.
Para atender às necessidades do avião DC3, então empregado pelas empresas nacionais, foi construído o primeiro campo de pouso de Maceió.
O Decreto Estadual 1.209 de 30 de junho de 1927 concedeu uma área de 100 hectares de terras devolutas, no Tabuleiro do Pinto, à Societé Franco Sud Americaine de Travang Publics para a construção de um campo de pouso para aeronaves, com a inauguração prevista para janeiro de 1929.
Antes mesmo da conclusão de seu campo de pouso, a Compagnie Générale Aeropostale, sucessora da Latéssère, começou o serviço de aeropostal nacional e internacional, este último com o Uruguai e a Argentina.
A inauguração da Aeropostale ocorreu em 14 de outubro de 1928, com capacidade para seis aeronaves. Contava com estação de rádio, oficina mecânica, além de outras dependências com o nome de Costa Rêgo, em homenagem ao governador alagoano.
O Aeroporto de Maceió já foi chamado Campo dos Palmares em homenagem ao mais famoso dos quilombos, o Quilombo de Palmares, situado na Serra da Barriga, em Alagoas, onde negros escravos fugidos dos engenhos organizavam-se em grupos de resistência às investidas de senhores portugueses. A denominação atual (Lei 9.911, de 15 de dezembro de 1999), é em referência ao considerado "herói" dos Quilombos, por alguns grupos de cunho racial, Zumbi dos Palmares.
Atualmente, com o crescimento da atividade turística no Estado de Alagoas, o Aeroporto Internacional Zumbi dos Palmares vem apresentando forte tendência de crescimento, não só no número de passageiros, mas também no número de pousos e decolagens. Especialmente nos fins de semana, o "Zumbi dos Palmares" chega a receber voos sem escalas de 15 destinos domésticos e internacionais.
Em 18 de novembro de 2019 foi anunciado pela TAP Air Portugal, Maceió como novo destino no Brasil. A nova rota internacional regular opera 3 veeezes na semana com destino a Lisboa, Portugal. Essa sera a 2ª rota internacional regular operada desde o Aeroporto Zumbi dos Palmares, que ja opera voos para Buenos Aires na Argentina pela GOL Linhas Aéreas.  

### Concessão à iniciativa privada
Em 15 março de 2019, foi concedido para a empresa espanhola Aena Internacional juntamente com outros cinco aeroportos da região por 30 anos. Os investimentos estimados no Zumbi dos Palmares é de de R$ 411 milhões.

## Números do aeroporto
Números
- Área total do sítio aeroportuário: 4.873.714,14 m²
- Área total do TPS-1: 22.000 m2
- Pista principal: 2.602m x 45m Taxiway paralela: 2.720m x 45m
- Pátio de aeronaves: 19 posições (sendo 4 em pontes de embarque com acesso direto do terminal)

## Acidentes e incidentes
12 de julho de 1951: a Lóide Aéreo Nacional Douglas DC-3/C-47  registro PP-GLP, ainda registado sob o LAP , voando a partir de Maceió para Aracaju , depois de abortar uma aterragem em condições adversas em Aracaju sobrevoou a pista e iniciou uma volta em baixa altitude para a direita. A aeronave caiu durante este turno. Todos os 33 passageiros e tripulantes morreram. [ 5 ]
26 de julho de 2007: Um avião modelo Piper Seneca II, prefixo PT-REX, da Empresa Omar Cayan Táxi Aéreo, e pilotado pelo próprio Omar Cayan, que fazia transporte de malotes bancários para a Febraban, de Recife para Maceió, se chocou contra dois cabos da subestação da Chesf, em Rio Largo. O bimotor estava sublocado para a empresa Tok Táxi Aéro, caiu por volta das 07:00 horas, com uma vítima fatal.
19 de Julho de 2012: Um Embraer 195 da Empresa Aérea AZUL cumprindo o voo 4101 procedente de Campinas, com escala em Aracaju, teve um pequeno incêndio em uma das turbinas por conta de um vazamento de óleo no motor e o mesmo realiza um pouso em Segurança no Aeroporto Internacional Zumbi dos Palmares. Não houve feridos. Horas depois a Aeronave retornou a Campinas.

## Estatísticas
| Ano  | Movimento (Passageiros) | %        |
| ---- | ----------------------- | -------- |
| 2004 | 656.104                 | + 22,3%  |
| 2005 | 765.582                 | + 16,6%  |
| 2006 | 870.993                 | + 13,7%  |
| 2007 | 937.305                 | + 7,6%   |
| 2008 | 957.741                 | + 2,1%   |
| 2009 | 1.115.686               | + 16,4%  |
| 2010 | 1.425.340               | +27%     |
| 2011 | 1.543.149               | +8,3%    |
| 2012 | 1.711.820               | + 10,93% |
| 2013 | 1.893.488               | + 13%    |
| 2014 | 1.891.444               | - 1,5%   |
| 2015 | 1.982.393               | + 4,81%  |
| 2016 | 1.995.069               | + 0,6%   |
| 2017 | 2.068.245               | + 3,63%  |
| 2018 | 2.155.946               | +7%      |
| 2019 | 2.128.766               | -2,9%    |